# Maryia Varona
Maryia Mikalayeuna Varona (en bielorruso: Марыя Мікалаеўна Варона; Minsk, URSS, 15 de noviembre de 1983) es una deportista bielorrusa que compitió en remo.
Ganó dos medallas en el Campeonato Mundial de Remo, en los años 2002 y 2003. Participó en los Juegos Olímpicos de Atenas 2004, ocupando el séptimo lugar en la prueba de cuatro scull.

## Palmarés internacional
| Campeonato Mundial | Campeonato Mundial | Campeonato Mundial | Campeonato Mundial |
| Año                | Lugar              | Medalla            | Prueba             |
| ------------------ | ------------------ | ------------------ | ------------------ |
| 2002               | Sevilla (España)   | Medalla de bronce  | Cuatro scull       |
| 2003               | Milán (Italia)     | Medalla de plata   | Cuatro scull       |